# Химинець Юліан
Юліа́н Химине́ць (18 липня 1911, м. Мукачево, Закарпатська область — 17 червня 1994, м. Кергонксон, США) — керівник екзекутиви ОУН у Закарпатті протягом 1932—1938.

## Життєпис
Народився 18 липня 1911 у селі Підгоряни, яке тепер є частиною міста Мукачево Закарпатської області.

### Навчання
Закінчив початкову школу, а у 1922 році поступив до Мукачівської «горожанської» школи. З 1926 продовжує навчання у державній торговельній академії в Мукачево, яка була перенесена сюди з Ужгорода. Після закінчення академії з 1 грудня 1930 працює на посаді секретаря торговельної академії.

### Громадська і політична діяльність
У 1930 році стає секретарем міської «Просвіти». Наприкінці 1932 року заснував екзекутиву ОУН Закарпаття, яка була поділена на легальну частину — на чолі із Степаном Росохою та підпільну, яку очолив Юліан Химинець.
Упродовж жовтня 1938 — березня 1939 виконував доручення керівника Карпатської України Августина Волошина, також виконував обов'язки зв'язкового між Проводом Українських Націоналістів та Головною Командою Карпатської Січі.
17 березня був захоплений угорськими терористами та ув'язнений в Тячеві. Разом із письменником Уласом Самчуком був звільнений та повернувся до Хуста, звідки 29 березня 1939 переїхав до Відня. Тут він очолив допомоговий комітет для біженців із Закарпаття, переправивши до Праги і Братислави близько 900 осіб. У Відні став студентом університету, був арештований гестапо, перебував у концтаборі Заксенхаузен. Після війни опинився в Інсбруку, де став секретарем Українського допомового комітету (головою комітету був відомий український письменник Іван Багряний).

### У США
Разом з дружиною емігрував до США. Брав активну участь у громадсько-культурному і політичному житті української діаспори, працював в «Рідній школі», Українському Конгресовому Комітеті Америки, Земляцькому Карпатському Союзі, головою якого був декілька років. Зібрав поважну суму на пам'ятник Тарасу Шевченку в Ужгороді, на розвиток Закарпатського об'єднання Товариства української мови імені Т.Шевченка.
Юліан Химинець у 1991 році відвідав Україну, побував на Закарпатті, взяв участь у Міжнародній науковій конференції в Ужгороді.
Помер 17 червня 1994 року в м. Кергонксон (США).

## Вшанування пам'яті
Мукачівська міська рада у 2010 році на честь Юліана Химинця назвала нову вулицю міста.

## Праці
- «Мої спостереження із Закарпаття» (Нью-Йорк, 1984)
- «Закарпаття — земля Української держави» (Ужгород, 1991)
- «Тернистий шлях до України» (Ужгород, 1996)